# Erythrodiplax famula
Erythrodiplax famula – gatunek ważki z rodziny ważkowatych (Libellulidae). Występuje na terenie Ameryki Południowej.